# Heimie
Heimie (Heimia) je rod rostlin z čeledi kyprejovité. Jsou to převážně keře s jednoduchými listy a žlutými pravidelnými květy. Rod zahrnuje 3 druhy a je rozšířen v Americe od nejjižnějších oblastí USA po Argentinu. Heimie vrbolistá je používána v Mexiku jako halucinogen a má význam v tradiční medicíně.

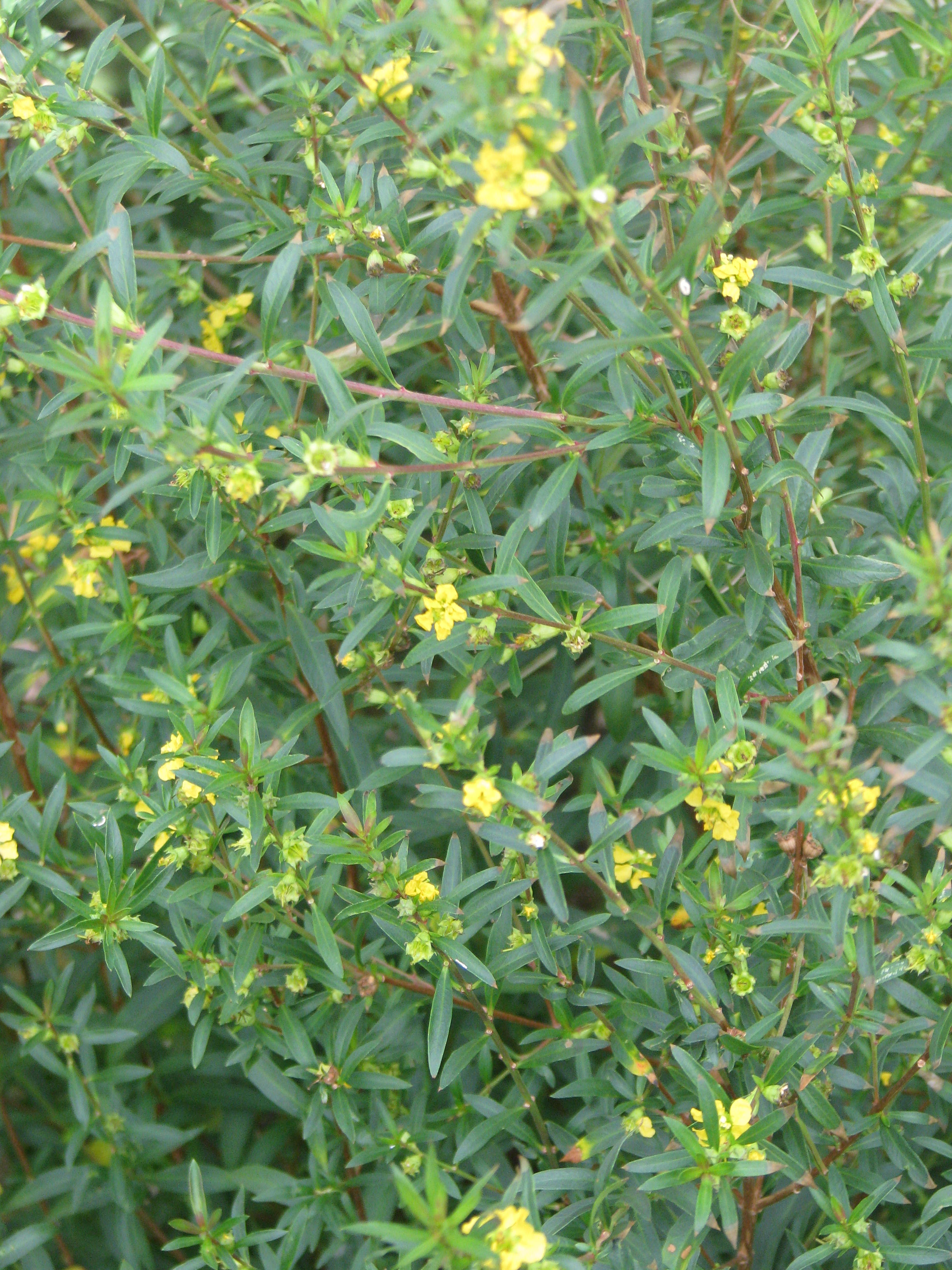
Heimie vrbolistá

## Popis
Heimie jsou polokeře, keře a malé stromy dorůstající výšky do 4 metrů. Zpravidla jsou již od báze bohatě větvené. Mladé větévky jsou čtyřkřídlé až téměř oblé, zelené, lysé. Listy jsou jednoduché, celokrajné, krátce řapíkaté nebo přisedlé, vstřícné, přeslenité nebo téměř střídavé, někdy s palisty.
Květy jsou pravidelné, šestičetné, krátce stopkaté nebo přisedlé, jednotlivé v úžlabích listů. Kalich je tvořený 6 laloky a nasedá na kuželovité nebo zvonkovité květní lůžko. Koruna je jasně žlutá, opadavá, složená ze 6 volných, okrouhlých až obvejčitých, lehce svraskalých korunních lístků, přirostlých mezi laloky kalicha. Tyčinek je většinou 12 (řidčeji od 8 do 18), jsou volné, vyčnívající, s dlouhými nitkami. Semeník je přisedlý, kulovitý. Obsahuje většinou 4, řidčeji 3 nebo až 6 komůrek s mnoha vajíčky. Čnělka je dlouhá, zakončená hlavatou bliznou. Plodem je podlouhlá nebo kulovitá, pouzdrosečná tobolka, obklopená vytrvalým kalichem a pukající většinou 4 chlopněmi. Obsahuje mnoho drobných semen.

## Rozšíření
Rod heimie zahrnuje 3 druhy. Je rozšířen výhradně v Americe od jižního Texasu po střední Argentinu a na Jamajce. Nejrozšířenějším druhem rodu je heimie vrbolistá (H. salicifolia), jejíž rozšíření pokrývá celý areál rodu. Druh H. apetala (syn. H. myrtifolia) se vyskytuje v jižní Brazílii, Paraguayi, Uruguayi a Argentině, H. montana roste v jižní Bolívii a severovýchodní Argentině. Některé druhy (H. salicifolia, H. apetala) byly zavlečeny i do jiných částí světa, např. do Austrálie, Jihoafrické republiky, Číny a na Azorské ostrovy.

## Taxonomie
V minulosti bylo rozlišováno několik dalších středoamerických druhů, které byly ztotožněny s H. salicifolia.
Nejblíže příbuzným rodem je podle výsledků fylogenetických studií rod Rotala (kolovka) s výskytem primárně ve Starém světě a pouze několika druhy v Americe.
Druh H. apetala byl v minulosti často uváděn jako H. myrtifolia, případně v rodu Nesaea jako N. myrtifolia.

## Zástupci
- heimie vrbolistá (Heimia salicifolia)

## Význam
Heimie vrbolistá má důležitou úlohu v mexické tradiční medicíně. Substance získaná fermentací listů je v Mexiku používána jako halucinogen, známý pod názvem sinicuiche. Účinnými látkami jsou chinolisidinové alkaloidy (lythrin, kryogenin, lyfolin, nesidin) Odvar z natě je účinný proti bakterii břišního tyfu (Salmonella typhi). U některých obsažených alkaloidů byl prokázán antimalarický účinek. Vertin, hlavní alkaloid obsažený v této rostlině, má protizánětlivé účinky.

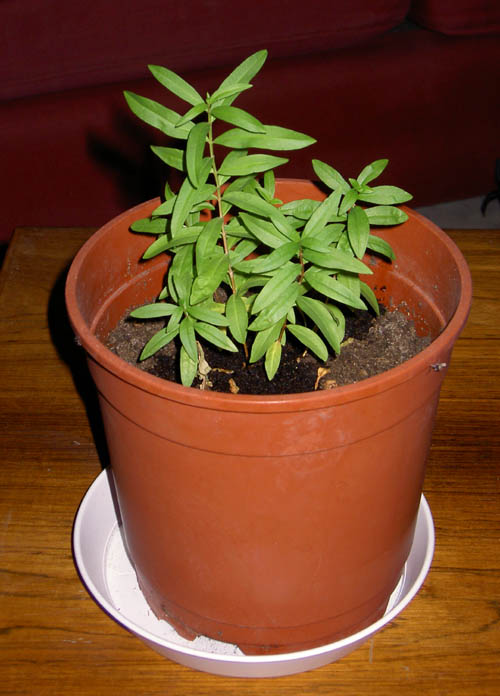
Mladá rostlina heimie vrbolisté v květináči